# Flugzeugkatastrophe von Kinshasa
Die Flugzeugkatastrophe von Kinshasa ereignete sich am 8. Januar 1996 um 12:43 Uhr Ortszeit, als eine Antonow An-32B auf dem Flughafen Kinshasa-N’Dolo beim Start über das Startbahnende hinausschoss und in einen angrenzenden Marktplatz raste. Dieser Unfall ist der bislang schwerste Flugunfall auf dem afrikanischen Festland und nach den Terroranschlägen vom 11. September 2001 der Flugunfall, welcher weltweit die höchste Anzahl von Opfern am Boden forderte.

## Hintergrund
Die beteiligte Antonow An-32B war eine Frachtmaschine der russischen Gesellschaft Moscow Airways, die auch die sechsköpfige Besatzung stellte. Obwohl das russische Verkehrsministerium dem Unternehmen bereits im September 1995 das Air Operator Certificate aufgrund von Sicherheitsbedenken entzogen hatte, setzte Moscow Airways einige Flugzeuge ohne gültige Betriebserlaubnis weiterhin in Afrika ein. Offiziell hatte die auf dem Flughafen Kinshasa-N’Dolo ansässige Frachtfluggesellschaft Scibe Airlift die russische Maschine im Sommer 1995 über ihren in Ostende stationierten Verkaufsleiter angemietet. Das Flugzeug wurde aber primär von der ebenfalls in Kinshasa-N’Dolo ansässigen Gesellschaft African Air genutzt. African Air war ein Scheinunternehmen, das Jean-Pierre Bemba (der Geschäftsführer von Scibe Airlift) gemeinsam mit einem Sohn des Staatspräsidenten Mobutu gegründet hatte. Obwohl African Air kein eigenes Air Operator Certificate besaß, setzte das Unternehmen die Antonow mehrfach für Frachttransporte in das vom Bürgerkrieg zerrüttete Nachbarland Angola ein. Für die internationalen Flüge nutzte sie das Betreiberzeugnis der Scibe Airlift. Nachdem man auf dem Flughafen Kinshasa de Ndjili eine für die UNITA bestimmte Waffenladung an Bord eines Scibe-Flugzeugs entdeckt hatte, kam der Verdacht auf, dass auch die verunglückte Antonow mit militärischen Gütern beladen war. Dies wurde von den russischen Piloten weder bestätigt noch dementiert. Nach Angaben der Organisation Human Rights Watch bestand die Ladung der Maschine aus brennbaren Flüssigkeiten, die ebenso wie Waffen unter das UN-Embargo fielen. Es konnte nicht abschließend geklärt werden, welche Fracht das Flugzeug befördert hatte.

## Hergang und Ursache
Die voll betankte Unfallmaschine sollte von der 1686 Meter langen Startbahn 26 des Flughafens in westlicher Richtung starten. Nach Zeugenaussagen erreichte die Maschine trotz voller Triebwerksleistung nicht die zum Abheben erforderliche Geschwindigkeit.
Die Besatzung leitete den Startabbruch zu spät ein. Das Flugzeug schoss über die Startbahn hinaus, querte eine Straße und raste in einen Gemüsemarkt, der auf dem unmittelbar angrenzenden Gelände unter freiem Himmel abgehalten wurde. Die Antonow kollidierte mit mehreren Fahrzeugen und Marktständen, ging in Flammen auf und schlug eine rund 100 Meter lange Schneise durch den Marktbereich. Der Unfall ereignete sich zur Hauptgeschäftszeit. Unter den Opfern befanden sich überwiegend Frauen und Kinder.
Der Unfall ist auf eine Überladung der Maschine zurückzuführen. Nach unbestätigten Berichten wurde das maximale Startgewicht um 270 Kilogramm (bzw. 595 Pound) überschritten. Die Piloten gaben in der Gerichtsverhandlung an, dass auf ihren Ladepapieren nur 2 Tonnen Fracht ausgewiesen waren, die Maschine aber tatsächlich mit 11 Tonnen Fracht beladen wurde.

## Opferzahl
Die russischen Piloten wurden wegen der Tötung von 225 Menschen angeklagt. Es ist jedoch fraglich, ob die im Prozess genannte Opferzahl der tatsächlichen Zahl an Getöteten entspricht. Das Internationale Komitee vom Roten Kreuz berichtete, dass mehr als 260 Personen ums Leben kamen. Die britische Civil Aviation Authority, die Nachrichtenagentur Associated Press und weitere Medien geben übereinstimmend 297 Todesopfer an. Andere Quellen berichten von 350 und mehr Toten.
Die drei städtischen Krankenhäuser waren mit der medizinischen Versorgung der rund 500 Verletzten überfordert, da neben Blutkonserven und Arzneimitteln auch einfache Dinge wie Verbandsmaterial und Einweghandschuhe fehlten. Es blieb unklar, wie viele Personen ihren Verletzungen erlegen sind. Nach Angaben der Universitätsklinik Kinshasa starben bei dem Unfall und infolge von Verletzungen insgesamt 348 Personen.
Zudem liegen widersprüchliche Angaben über die Zahl der getöteten Besatzungsmitglieder vor. Mehrheitlich wird angegeben, dass zwei der sechs Crewmitglieder ums Leben kamen. Einige Quellen berichten dagegen, dass die gesamte sechsköpfige Besatzung den Unfall überlebt hat.

## Urteile
Die beiden Piloten Nikolai Kasarin und Andrei Guskow wurden in Kinshasa wegen fahrlässiger Tötung in 225 Fällen zu je zwei Jahren Freiheitsstrafe verurteilt. Laut Anklage haben die Piloten zu langsam reagiert und den Startabbruch zu spät eingeleitet, weil sie unter Alkoholeinfluss standen.
Die Fluggesellschaften Scibe Airlift und African Air wurden verurteilt, den Verletzten und Hinterbliebenen insgesamt 1,4 Millionen US-Dollar Entschädigung zu zahlen.